# Christophe Lavalle
 (octobre 2021).
Si vous disposez d'ouvrages ou d'articles de référence ou si vous connaissez des sites web de qualité traitant du thème abordé ici, merci de compléter l'article en donnant les références utiles à sa vérifiabilité et en les liant à la section « Notes et références ».
Pour les articles homonymes, voir Lavalle.
Christophe Lavalle est un acteur, metteur en scène et professeur d'art dramatique français né en 1965 à Paris.

## Biographie
Il est formé au cours privé Jean-Laurent Cochet ainsi qu'à l'ESAD (Classe supérieure d'art dramatique de la ville de Paris). Après avoir été un des comédiens de la troupe de Jean-Laurent Cochet et de Robert Hossein sur Ben Hur, il est également professeur d'art dramatique au sein du cours de théâtre parisien "La Machine Infernale". En 2015 il lance sa propre structure  " L'atelier Christophe Lavalle " dont il est l'unique professeur et le directeur, une de ses élèves est talent Cannes Adami 2016. 

## Enseignement
(octobre 2021).
- 1995-1997 : Professeur d'art dramatique à l’association Connu mais connu. Dir. : M Kassovitz
- 1997-2013 : Professeur d'art dramatique au cours de théâtre La Machine Infernale
- 2010-2021 : Direction du séminaire d’art oratoire à la faculté Paris 1-Panthéon Sorbonne. Professeur d’art oratoire auprès de l’académie de Versailles – MGI Lycée Voilin -  IESA Multimédia -  Ecole CentraleSupélec
- 2013-2021 : Professeur en Art oratoire durant le séminaire d’intégration de Sciences Po Paris
- Depuis 2010 : Création de LMI Formation Spécialiste de la prise de parole en public. Fonction de direction et formateur auprès de particuliers et de sociétés privées.
- 2013 - 2021 : Professeur en direction d’acteur à l’École de la Cité du cinéma du Luc Besson.
- 2015 : Création de  l'Atelier Christophe Lavalle -  Formation de l'acteur - Cours privé d'Art dramatique
- 2019 : Metteur en scène de S3 Odéon Théâtre de l'Odéon

## Filmographie

### Cinéma
- 2019: Banlieusards de Kery James Rôle Policier chef de la BAC
- 2017 : "Samsung tvqled " : publicité monde - Bruno Aveillan  - Entraineur de boxe
- 2014 : Lucy de Luc Besson
- 2013 : Spot pour la fête du cinéma Le parrain
- 2011 : Halal police d'État de Rachid Dhibou : Moine 4 (skin)
- 2009 : C'est arrivé aujourd'hui de Nicolas Fogliarini (court-métrage)
- 2007 : Les Femmes de l'ombre de Jean-Paul Salomé : Agent de la Gestapo
- 2006 : Vidéo (États-Unis), court métrage de Stan Douglas, production du Centre Beaubourg : Le détective
- 2005 : Judas de Nicolas Bary (court métrage) : L'homme-tronc
- 2005 : Les chevaliers du ciel de Gérard Pirès : Le mécanicien Royan
- 2004 : Les Rivières pourpres 2 : les Anges de l'Apocalypse d'Olivier Dahan : Ouvrier ligne Maginot
- 2002 : Adolphe de Benoît Jacquot : Le laquais d'ambassade
- 2000 : Les Morsures de l'aube d'Antoine de Caunes : Le régisseur
- 1999 : La Bûche de Danièle Thompson : Le SDF
- 1996 : Un héros très discret de Jacques Audiard : L'officier

### Télévision
- 2009 : Aveugle, mais pas trop : Taxi (TF1)
- 2009 : L'École du pouvoir de Raoul Peck (mini-série) : Intervenant 2
- 2007 : Un flic de Frédéric Tellier (France 2)
- 2004 : Alex Santana, négociateur (TF1) : Le braqueur
- 2003 : Marion Jourdan (TF1) : Le barman

## Théâtre
- 2022 " On vous rappellera " de T Bismuth Création au Festival d'Avignon 2022 Théâtre des étoiles

- 2016 - 2019 Masterclass Théâtre de Nesle Jeu et mise en scène
- 2010 : L'Inscription de Gérald Sibleyras, Théâtre de Nesle, Paris Rôle : M. Cholley
- 2007-2008 : Sacha Guitry, L’enchanteur, Théâtre de Nesle, Paris :  Rôle principal et mise en scène
- 2006 : Ben-Hur, mise en scène de Robert Hossein, production Stade de France
- 2003 : Double Mixte, co-création et  mise en scène de Christophe Lavalle, Théâtre de Ménilmontant, Paris : Rôle principal masculin
- 2000-2001 : Les Noces de perle de David Royer et Élisabeth-Réchana Oum, mise en scène de Christophe Lavalle, Théâtre de Ménilmontant, Paris : Jean-Eudes
- 1997-1998 : La Machine infernale de Jean Cocteau, mise en scène de Réchana Oum, Théâtre du Guichet Montparnasse, Paris. Rôle : Tirésias